# Чернявський Андрій Володимирович
Андрій Володимирович Чернявський ( 10.04.1981— 29 березня 2022, Миколаїв) — майор Збройних сил України, учасник російсько-української війни, що загинув під час російського вторгнення в Україну в 2022 році.

## Життєпис
Був співробітником Державної служби спеціального зв'язку та захисту інформації України. Загинув під час ракетного удару по будівлі Миколаївської обласної державної адміністрації 29 березня 2022.

## Нагороди
- орден «За мужність» III ступеня (2022) — за особисту мужність і самовіддані дії, виявлені у захисті державного суверенітету та територіальної цілісності України, вірність військовій присязі.